# Bangor City Football Club 2011-2012
Questa voce raccoglie le informazioni riguardanti il Bangor City Football Club nelle competizioni ufficiali della stagione 2011-2012.

## Rosa
| N. |                        | Ruolo | Calciatore       |
| -- | ---------------------- | ----- | ---------------- |
|    | Galles (bandiera)      | P     | Lee Idzi         |
|    | Inghilterra (bandiera) | P     | Kyle Clancy      |
|    | Galles (bandiera)      | D     | James Brewerton  |
|    | Inghilterra (bandiera) | D     | Peter Hoy        |
|    | Galles (bandiera)      | D     | Michael Johnston |
|    | Inghilterra (bandiera) | D     | Dave Morley      |
|    | Galles (bandiera)      | D     | Chris Roberts    |
|    | Inghilterra (bandiera) | C     | Damien Allen     |
|    | Galles (bandiera)      | C     | Sion Edwards     |

| N. |                        | Ruolo | Calciatore    |
| -- | ---------------------- | ----- | ------------- |
|    | Galles (bandiera)      | C     | Craig Garside |
|    | Galles (bandiera)      | C     | Chris Jones   |
|    | Galles (bandiera)      | C     | Marc Limbert  |
|    | Inghilterra (bandiera) | C     | Mark Smyth    |
|    | Galles (bandiera)      | C     | Neil Thomas   |
|    | Inghilterra (bandiera) | A     | Alan Bull     |
|    | Galles (bandiera)      | A     | Les Davies    |
|    | Inghilterra (bandiera) | A     | Kyle Wilson   |